# تله‌کابین نمکاب‌رود
مجموعه تله کابین نمکاب‌رود یا تله کابین نمک آبرود واقع در شهرک توریستی نمکاب‌رود در استان مازندران است و یکی از برترین مراکز تفریحی موجود در شمال کشور به شمار می آید.
این مجموعه دارای دو خط تله کابین با ارتفاع ۷۰۰ متری از سطح دریا می‌باشد که به بالای ارتفاعات البرز مرکزی به دل کوه مدوبن و جنگل‌های هیرکانی می‌رود.

## پیشینه تله کابین نمکاب‌رود

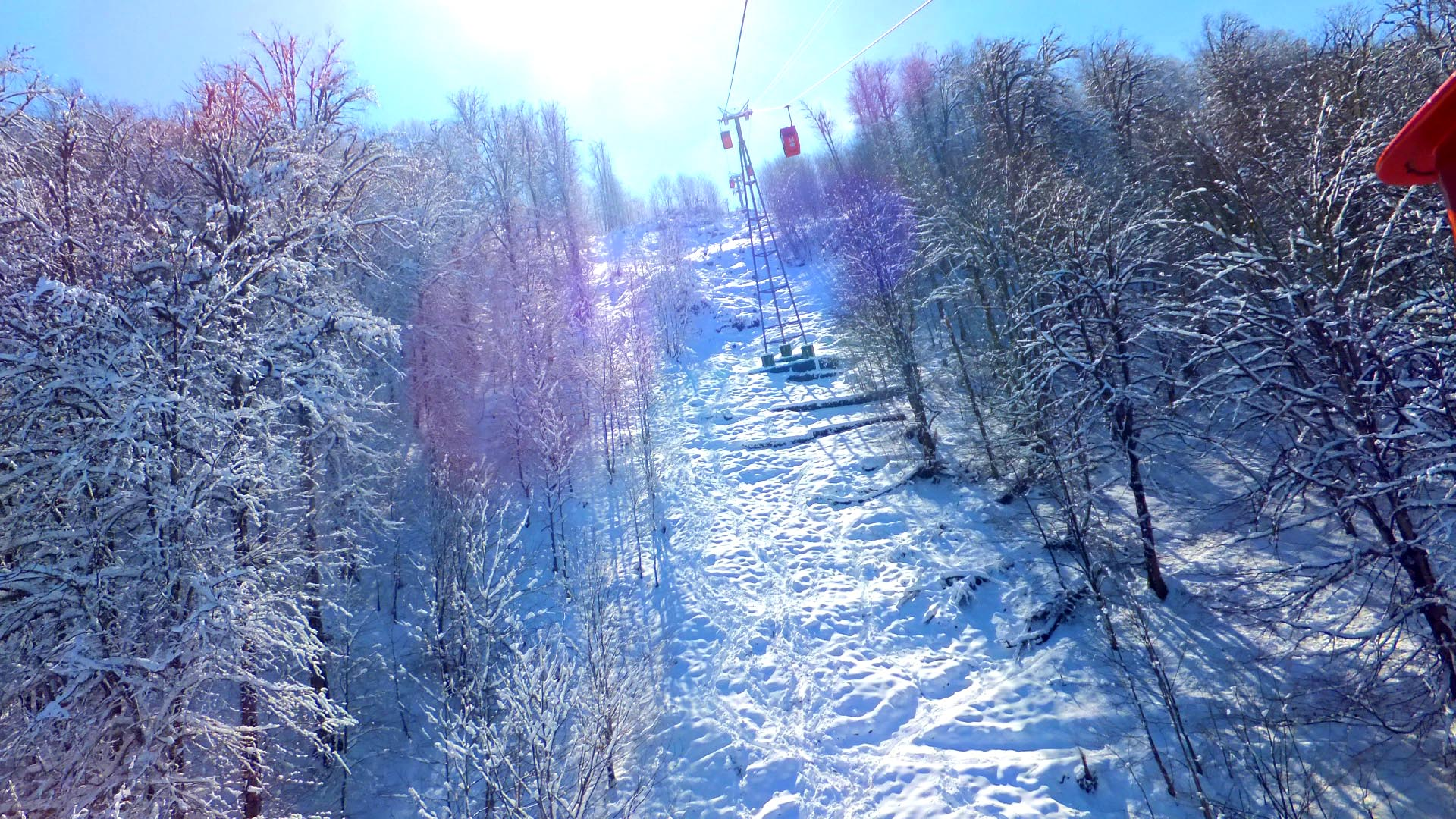
تله کابین نمکاب‌رود در زمستان

تله کابین نمکاب‌رود در سال ۱۳۷۲ افتتاح شده است. پس از گذشته بیش از دو دهه از زمان ساخت آن، جزء برترین تله کابین های موجود در کشور به شمار می آید و با توجه به ساخت اصولی و نگهداری استاندارد مجموعه تا به این لحظه هیچ حادثه ناگواری در این تله کابین رخ نداده است.
این تله کابین دارای دو خط مجزا می باشد:
۱. خط یک: خط مرتفعی که دارای ۴۲ کابین با ظرفیت ۴ نفر می باشد و در انتهای مسیر به نوک قله مدوبن می رسد. این تله کابین ها کل مسیر ۱۲۰۰ متری را در مدت ۱۵ دقیقه طی می کنند.
۲. خط دو: این خط شامل ۳۵ کابین کابین ۶ نفره می باشد، مسیری که کابین های این خط طی می کنند حدود ۱۷۰۰ متر می باشد و مدت زمانی که هر کابین از ابتدا تا انتهای خط می رود حدود ۵ دقیقه است. این خط دارای ارتفاع کمتری نسبت به خط یک می‌باشد.
این مسیر گردشگران را به جاذبه تاریخی دیوحمام منتقل می کند.

## اطلاعات بازدید و ساعات کاری تله کابین
ساعت کاری: مجموعه تله کابین نمکاب‌رود همه روزه از ساعت ۹:۳۰ تا ۲۲ آماده ارائه خدمات به مراجعین خود می باشد.
لازم به ذکر است ساعت کاری مذکور در زمان شلوغی با احتساب تعداد مسافران ممکن است تغییر کند.

## دسترسی به تله کابین
برای دسترسی به تله کابین، می توان از دو طریق زیر اقدام کرد:
۱. با خودرو شخصی: برای دسترسی به تله کابین نمکاب‌رود با خودرو شخصی، از جاده چالوس به سمت جاده ساحلی حرکت کرده و هنگام مواجه با تابلوی شهرک توریستی نمک آبرود که بعد از پلیس راه چالوس تنکابن قرار گرفته، وارد این جاده شوید و پس از طی مسافت کوتاهی، به ایستگاه تله کابین نمکاب‌رود خواهید رسید.
۲. با اتوبوس عمومی: برای دسترسی به تله کابین نمکاب‌رود با اتوبوس عمومی، از ترمینال مسافربری چالوس سوار اتوبوس های مسیر چالوس به نمکاب‌رود شوید. این اتوبوس ها به طور مستقیم به ایستگاه تله کابین نمکابرود می روند.
آدرس ایستگاه تله کابین نمکاب‌رود: شهرستان چالوس، شهرک توریستی نمکاب‌رود، ایستگاه تله کابین نمکاب‌رود.

## امکانات تله کابین
چندین رستوران، کافی شاپ و امکانات تفریحی در بالای قله مدوبن وجود دارد که نیاز گردشگران را برآورده می کند.